# دامزوسی

دامزوسی شهری در شهرستان توئسه در استان بازگا در بورکینافاسوی مرکزی است و جمعیت آن ۸۶۰ نفر است.